# 無音が聴こえる
「無音が聴こえる」（むおんがきこえる）は、住野よる作詞、松本望作曲の合唱曲。

## 概要
第89回（令和4年度）NHK全国学校音楽コンクール 高等学校の部の課題曲として、混声四部合唱版、女声三部合唱版、男声三部合唱版が作曲された。